# 對峙
《對峙》（英語：Standoff）是一部美國電視影集，2006年9月5日在霍士廣播公司（FOX）首播。由Craig Silverstein創造，這部電視劇主要講述FBI危機談判部門（FBI Crisis Negotiation Unit）的組員如何利用訓練過的談判技巧去面對各種突發狀況，說服挾持者釋放人質。這部電視劇由20th Century Fox Television製作，製片人是Craig Silverstein, Tim Story和Glen Mazzara一共製作了十八集，並全部在2007年7月20日播畢。

## 製作
雖然這個節目經過首播後，觀眾已流失一半以上，但霍士廣播公司在2006年11月仍訂購多6集，令這一季的總集數變成19集。這部電視劇曾經在2006年12月一度中斷，原本應該在2007年3月30日回歸，可是日子一再更改，由3月30日，更改至4月6日，最後確定為6月8日，時間也轉到 Friday night timeslot 9點時段。這部影集總於在2007年5月16日被宣佈取消。May 16, 2007.

## 角色
雖然這部影集有6個主要角色，但只有Matt Flannery和Emily Lehman被視為是主角，因為他們兩人在每一集的關係是次要情節。
- Matt Flannery（由榮·利文斯通飾演）是一個FBI洛杉磯分局
 FBI危機談判部門的高級談判者。Emily Lehman是他的拍檔，同時亦是他的情人。他在加州的Van Nuys出生，並在加州大學畢業。在加入FBI之前，Matt曾經在警局擔任探員，同時亦是局裡的談判專家。[5]
- Emily Lehman（由Rosemarie DeWitt飾演）是一個FBI洛杉磯分局
 FBI危機談判部門的高級談判者。Matt Flannery是她的拍檔，同時亦是她的情人。她在紐約州奧爾巴尼出生，並在康乃爾大學畢業。之後她在普林斯頓大學完成了她的心理學碩士和博士。在加入FBI之前，Emily曾經在鳳凰城外地辦事處的犯罪調查小組工作過。[6]
- Cheryl Carrera（由Gina Torres（英语：Gina Torres）飾演）是FBI洛杉磯分局
 FBI危機談判部門特別探員的負責人。在她被踴升前曾是Matt的拍擋。她在紐約布魯克林區出生，父親是古巴人，之後她在紐約市立大學畢業。[7]
- Frank Rogers（由Michael Cudlitz飾演）是一位FBI的特別探員和FBI洛杉磯分局SWAT隊的隊長。加入FBI後，他在德州的分局裡擔任SWAT隊的一員。[8]
- Lia Mathers（由Raquel Alessi飾演）是一位FBI的特別探員和FBI洛杉磯分局
 FBI危機談判部門的情報分析者。
- Duff Gonzalez（由Jose Pablo Cantillo飾演）是一位FBI的特別探員和FBI洛杉磯分局SWAT隊的隊員。

## 外部連結
- "Standoff" （页面存档备份，存于） at Yahoo! TV （页面存档备份，存于）
- Standoff Cast and Details （页面存档备份，存于） - TV Guide
- Internet broadcast of Standoff episodes (only for US viewers through their local FOX affiliated stations)
- Standoff （页面存档备份，存于） - network site (Australia)
- Standoff on RTL4 - network site